# Europa Clipper
Europa Clipper – misja NASA mająca prowadzić badania Europy, jednego z satelitów Jowisza. Start sondy nastąpił 14 października 2024 roku, po godz. 18:00 czasu polskiego. Po wejściu na orbitę wokół Jowisza, sonda wykona wielokrotne bliskie przeloty nad powierzchnią Europy. Nazwa misji pochodzi od kliprów, szybkich żaglowców pływających po morzach w XIX wieku.

## Plany
Projekt misji został opracowany po zarzuceniu wcześniejszego projektu Jupiter Europa Orbiter, który miał stanowić wkład NASA do misji Europa Jupiter System Mission – Laplace (EJSM/Laplace). Zrezygnowano z umieszczenia sondy na orbicie wokół Europy, na której duże zagrożenie dla instrumentów stanowi silne promieniowanie korpuskularne, tworzone przez naładowane cząstki rozpędzone w magnetosferze Jowisza.
Misja podstawowa jest przewidziana na 3,5 roku, w tym czasie sonda dokona 45 bliskich przelotów nad powierzchnią Europy, zbliżając się nawet na 25–100 km do powierzchni księżyca. Przewiduje się, że stan sondy będzie pozwalał na przedłużenie misji. Wpływ grawitacji Europy, a także Ganimedesa i Kallisto pozwoli kształtować tor lotu sondy, by umożliwić przeloty nad różnymi obszarami powierzchni Europy, umożliwiając zbadanie znacznej jej części. Misja ostatecznie zakończy się celowym rozbiciem sondy na powierzchni Ganimedesa.

## Cele naukowe

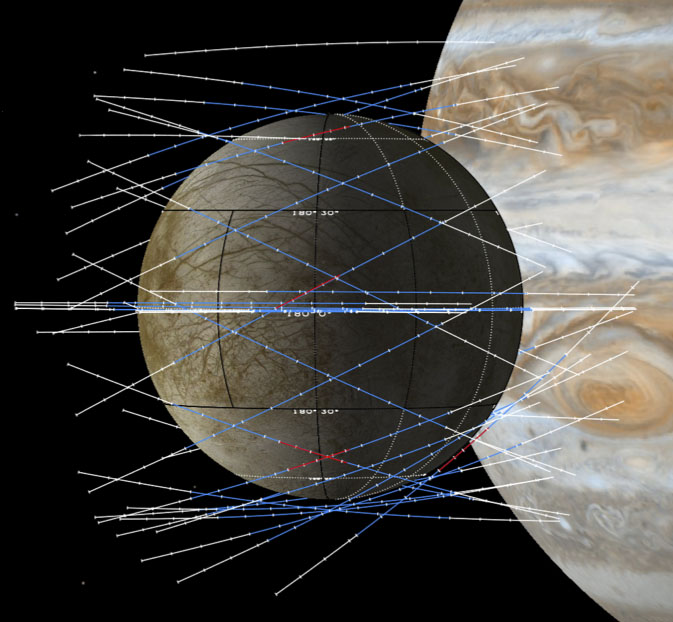
Tory przelotów sondy nad powierzchnią Europy (NASA/JPL-Caltech)

Sonda ma zbadać lodową skorupę Europy i wykryć podpowierzchniowe zbiorniki ciekłej wody, w szczególności określić interakcje pomiędzy skorupą a skrytym pod nią wewnętrznym oceanem słonej wody. Wiedza ta jest niezbędna dla określenia, czy panujące w nim warunki pozwalają na istnienie życia. W tym celu sonda ma sporządzić szczegółową mapę geologiczną Europy, określić szczegółowo skład powierzchni i prześwietlić lód z użyciem radaru. Instrumenty sondy pozwolą zbadać cząsteczki cienkiej atmosfery Europy, być może także cząstki wyrzucane przez gejzery księżyca, oraz jego pole magnetyczne. Drugorzędnym celem jest wskazanie miejsca dla potencjalnego przyszłego lądownika.

## Sonda i jej instrumenty
Ze względu na zagrożenie radiacyjne, sonda ma poruszać się po eliptycznej orbicie wokół Jowisza, podobnie jak sonda Juno. Wrażliwa elektronika ma być ukryta we wnętrzu statku, osłonięta zbiornikami paliwa potrzebnego do wejścia na orbitę wokół planety i manewrowania.
W maju 2015 roku NASA ogłosiła listę dziewięciu instrumentów naukowych, które mają znaleźć się na pokładzie sondy:
- Plasma Instrument for Magnetic Sounding (PIMS) – instrument złożony z trzech puszek Faradaya do pomiarów jonów i elektronów w środowisku plazmowym (kierownik eksperymentu: dr Joseph Westlake z Johns Hopkins Applied Physics Laboratory)
- Interior Characterization of Europa using MAGnetometry (ICEMAG) – magnetometr (kierownik eksperymentu: dr Carol Raymond z NASA Jet Propulsion Laboratory)
- Mapping Imaging Spectrometer for Europa (MISE) – spektrometr obrazujący w podczerwieni (kierownik eksperymentu: dr Diana Blaney z NASA Jet Propulsion Laboratory)
- Europa Imaging System (EIS) – kamera szerokokątna (WAC) i wąskokątna (NAC) (kierownik eksperymentu: dr Elizabeth Turtle z Johns Hopkins Applied Physics Laboratory)
- Radar for Europa Assessment and Sounding: Ocean to Near-surface (REASON) – dwuzakresowy radar penetrujący lód (kierownik eksperymentu: dr Donald Blankenship z University of Texas)
- Europa THermal Emission Imaging System (E-THEMIS) – kamera w podczerwieni wykonująca mapy termiczne powierzchni (kierownik eksperymentu: dr Philip Christensen z Arizona State University)
- MAss SPectrometer for Planetary EXploration/Europa (MASPEX) – spektrometr mas (kierownik eksperymentu: dr Jack Hunter Waite z Southwest Research Institute)
- Ultraviolet Spectrograph/Europa (UVS) – spektrograf obrazujący w ultrafiolecie (kierownik eksperymentu: dr Kurt Retherford z Southwest Research Institute)
- SUrface Dust Mass Analyzer (SUDA) – spektrometr mas analizujący cząstki pyłu kosmicznego (kierownik eksperymentu: dr Sascha Kempf z University of Colorado)